# Río Eg
El río Eg o  Egiin Gol (en mongol: Эгийн гол, Egiin gol; que significa 'río Eg')  es un río del Asia Central, un afluente, por la izquierda, del río Selengá que discurre por la parte septentrional de Mongolia, por los aymags de Hövsgöl y Bulgan. Su longitud es de 475 km y drena una cuenca hidrográfica de 49.100 km². El río Selenga, vía río Angará, forma parte de la cuenca superior del río Yeniséi.
El río Eg es el único emisario del lago Khovsgol (Khovsgol Nuur), del que nace por su ribera meridional, cerca de la pequeña localidad de Hatgal (2.796 hab. en 2006). Hay varios puentes de madera cerca de Hatgal y en el distrito de Tünel, y se ha construido un puente de hormigón en Erdenebulgan. En el aymag de Bulgan hay un puente entre el distrito de Teshig y el distrito de Khutag-Öndör.
Las orilla del río, aguas arriba, están cubiertas de bosques. En el curso medio, el río se divide en múltiples canales, gran parte de ellos cubiertos de sauces. En el río se encuentran varios peces, como el tímalo, la trucha, la dorada y otros. El río está congelado a partir de octubre-noviembre y hasta mediados/finales de abril.
Desde principios de 1990 se han realizado esfuerzos para construir una presa hidroeléctrica en el río. Estos intentos, sin embargo, han contado con la oposición de varias comunidades académicas: la arqueologicaa, debido a los ricos y aún no explorados sitios arqueológicos de la región; y la geológica, ya que en la zona puede haber terremotos. Una presa también desplazaría a sectores de la población local, ya que inundará algunos pastos y caseríos.